# Flowers of Evil (Mountain)
Flowers of Evil is een album uit 1971 van de Amerikaanse rockband Mountain. Het album bestaat uit zowel liveopnames als studio-opnames.

## Tracks

### Kant 1: Studio
1. "Flowers of Evil" (West/Pappalardi/Rea) - 4:52
2. "King's Chorale" (Pappalardi) - 1:04
3. "One Last Cold Kiss" (Pappalardi/Collins) - 3:54
4. "Crossroader" (Pappalardi/Collins) - 4:53
5. "Pride and Passion" (Pappalardi/Collins) - 7:11

### Kant 2: Live
1. "Dream Sequence: Gitaar Solo (West)/Roll Over Beethoven (Chuck Berry)/Dreams of Milk and Honey (West/Pappalardi/Ventura/Landsberg)/Variations (West/Pappalardi/Laing/Knight)/Swan Theme (Pappalardi/Collins)" - 25:03
2. "Mississippi Queen" (West/Pappalardi/Laing/Rea) - 3:49